# المؤسسة القطرية للإعلام
المؤسسة القطرية للإعلام هي مؤسسة إعلام رسمية قطرية، أنشئت سنة 2009 وتضم تلفزيون قطر ومجموعة قنوات الكأس الرياضية وإذاعات قطر والقرآن الكريم وصوت الخليج وأوريكس الناطقة بالفرنسية وإذاعة (QBS) الإنجليزية واذاعة الأردو. يرأسها حاليًا الشيخ حمد بن ثامر آل ثاني.

## وصلات خارجية
- الموقع الرسمي